# Cantón de Périgueux-Oeste
El cantón de Périgueux-Oeste era una división administrativa francesa, que estaba situada en el departamento de Dordoña y la región de Aquitania.

## Composición
El cantón estaba formado por tres comunas, más una fracción de la comuna que le daba su nombre:
- Chancelade
- Coulounieix-Chamiers
- Marsac-sur-l'Isle
- Périgueux (fracción)

## Supresión del cantón de Périgueux-Oeste
En aplicación del Decreto nº 2014-218 de 21 de febrero de 2014, el cantón de Périgueux-Oeste fue suprimido el 22 de marzo de 2015 y sus 4 comunas pasaron a formar parte; tres del nuevo cantón de Coulounieix-Chamiers y la fracción de la comuna que le daba su nombre del nuevo cantón de Périgueux-1.